# 桃井柘榴石

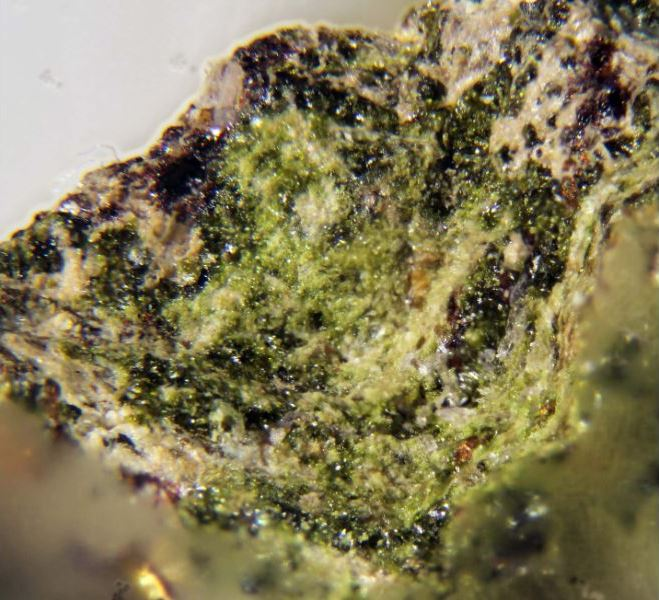
桃井柘榴石（緑色の部分）

桃井柘榴石（ももいざくろいし、 Momoiite）は、2010年に発表された日本産新鉱物で、北海道大学の田中秀和らにより、愛媛県鞍瀬鉱山・福井県藤井鉱山・京都府法華寺野で発見された。化学組成は (Mn2+, Ca)3(V3+, Al)2Si3O12 で、柘榴石の一種である。灰バナジン柘榴石（ゴールドマン柘榴石、Goldmanite、Ca
3(V3+
,Al,Fe3+
)
2(SiO
4)
3）のカルシウムがマンガンと置換したものである。
愛媛大学の鉱物学者、桃井斉の業績を称えて命名されたもの。桃井は1964年に鹿児島県奄美大島・大和鉱山で発見した灰バナジン柘榴石（1963年に命名）にマンガンが多く含まれていたことから、灰バナジン柘榴石のマンガン置換体を仮定して「大和柘榴石（Yamatoite）」の名を提案していたが、鉱物自体は未発見であったため提案は否定されていた（松原聰は、このような産出未確認鉱物に前もって鉱物名を付けるのはご法度だと苦言を呈している）。本鉱の発見者たちは、当初この「大和柘榴石」の名称を使うことを考えたが、大和鉱山から発見されたわけではなく、混乱が懸念されたため桃井の名を冠して命名した。
結晶は見られないが、鮮やかな緑色が特徴的である（黒色の黒鉛、ボーレライネン石（Vuorelainenite, MnV2O4）を伴うこともある）。ただし、上記の灰バナジン柘榴石、満礬柘榴石が多く含まれるので同定には詳細な分析が必要である。合成条件の検討及び合成実験によれば、桃井柘榴石の構造安定には3.0－5.0GPaの高圧が必要で、これまでに発見された産地の圧力条件では圧力が低すぎるので端成分にならないと考えられている。